# أنخيل باتشيكو
أنخيل باتشيكو (بالإسبانية: Ángel Pacheco)‏ هو عسكري أرجنتيني، ولد في 13 أبريل 1793 في بوينس آيرس في الأرجنتين، وتوفي بنفس المكان في 25 سبتمبر 1869.